# سیارک ۶۸۷۱۹
سیارک ۶۸۷۱۹ (به انگلیسی: 68719 Jangyeongsil، نامگذاری:2002DW) شصت و هشت هزار و هفتصد و نوزدهمین سیارک کشف شده‌است که در ۱۶ فوریه ۲۰۰۲ کشف شد.